# Koankin (Bokin)
Pour les articles homonymes, voir Koankin.
Koankin est une localité située dans le département de Bokin de la province du Passoré dans la région Nord au Burkina Faso.

## Géographie
Koankin est situé à 3 km au sud de Sarma et de la route régionale 20, à 12 km au sud-est du centre de Bokin, le chef-lieu du département, et à environ 50 km à l'est de Yako.

## Santé et éducation
Le centre de soins le plus proche de Koankin est le centre de santé et de promotion sociale (CSPS) de Sarma tandis que le centre médical départemental (CM) est à Bokin et le centre médical avec antenne chirurgicale (CMA) de la province est à Yako.